# Estación Perico
Perico es una estación de ferrocarril ubicada en la ciudad homónima, departamento El Carmen, provincia de Jujuy, Argentina.

## Servicios
No presta servicios de pasajeros. Sus vías e instalaciones pertenecen al Ferrocarril General Belgrano, por las cual corren trenes de cargas de la empresa estatal Trenes Argentinos Cargas.
Hasta 1993, Perico era una de las estaciones donde paraba el tren "El Norteño" que unía Retiro con Jujuy, vía Rosario, Córdoba y Tucumán. Era uno de los servicios principales del Ferrocarril Belgrano. Desde entonces no corren trenes de pasajeros, aunque han existido proyectos e iniciativas para restaurar algún servicio local.